# 2137 Priscilla
2137 Priscilla este un asteroid din centura principală, descoperit pe 24 august 1936 de Karl Reinmuth.